# Driss Debbagh
Driss Debbagh (arabisch إدريس الدباغ; * 7. November 1921 in Marrakesch, Marokko; † in den 1980er Jahren) war marokkanischer Botschafter in Italien (1959–1961) und Ritter des Großkreuzes des Verdienstordens der Republik Italien. Er bekleidete außerdem von Juni bis November 1963 das Amt eines Ministers für Handel, Industrie, Bergbau und Handelsmarine. Er war auch Vize-Präsident und Vorsitzender der Banque Commerciale du Maroc.

## Biografie
Sharif Driss Debbagh war der Sohn von Sharif Tayed Ibn Brahim Debbagh und seiner zweiten Frau Zahra Bint Mohammed Soussi. Er sprach Berberisch, Arabisch, Französisch, Englisch und Italienisch. Er lebte seit den 1940er-Jahren in Frankreich, erhielt im Jahr 1950 den Bachelor in Chemieingenieurwesen von der École nationale supérieure des arts et industries textiles in Roubaix, Frankreich.
Nach seiner Rückkehr nach Marokko wurde er im Jahr 1957 zum Präsidenten des königlichen Verbands für Luftfahrt-Sport ernannt und wurde im selben Jahr auch Präsident der CJP (Centre des Jeunes Patrons).

## Ehen und Erbe
Driss Debbagh war in erster Ehe verheiratet mit Tami Benjelloun; die Ehe blieb kinderlos. Er hatte eine Adoptivtochter, Nadia.

## Auszeichnungen
- Verdienstorden der Italienischen Republik
- Während er Botschafter in Rom war, wurde ihm von Papst Johannes XXIII. der Titel Exzellenz verliehen.